# Joseph-Armand Bombardier
Joseph-Armand Bombardier (Valcourt, 16 april 1907 — Sherbrooke, 18 februari 1964) was een Canadees uitvinder en zakenman en oprichter van het bedrijf Bombardier. Zijn meest bekende uitvinding is de sneeuwscooter.